# Secamone rhopalophora
Secamone rhopalophora är en oleanderväxtart som först beskrevs av Cornelis Andries Backer, och fick sitt nu gällande namn av Klack.. Secamone rhopalophora ingår i släktet Secamone och familjen oleanderväxter. Inga underarter finns listade i Catalogue of Life.